# Franz J. Heeb
Franz Josef Heeb (* 18. Juni 1948 in Gamprin) ist ein liechtensteinischer Politiker. Er war in der Legislaturperiode 2005 bis 2009 Abgeordneter im liechtensteinischen Landtag.

## Biografie
Heeb wurde 2005 erstmals für die Fortschrittliche Bürgerpartei in den Landtag des Fürstentums Liechtenstein gewählt. Als Abgeordneter leitete er von 2005 bis 2007 die liechtensteinische Delegation im Parlamentarierkomitee der EFTA- und EWR-Staaten. Vor seiner Tätigkeit im Landtag war der selbständige Unternehmensberater von 1995 bis 1999 Gemeinderat und Vizevorsteher von Gamprin. Ab 2003 war er Mitglied der dortigen Finanzkommission.
Heeb ist ledig und Vater von drei Kindern.